# Curgies
Curgies est une commune française située dans le département du Nord, en région Hauts-de-France.

## Géographie
La commune est traversée par la Route Nationale 49, entre Valenciennes et Maubeuge. Elle est distante de 9 km de Valenciennes et 10 km du Quesnoy.
Curgies fait partie de la communauté d'agglomération de Valenciennes Métropole et appartient au canton de Valenciennes-Est, dans l'arrondissement de Valenciennes.
Le village est organisé autour de l'église, de la mairie et du bureau de poste.
Un petit cours d'eau, le Riot Salin, traverse la commune d'ouest en est.

### Communes limitrophes
|          | Estreux     | Sebourg |
| Saultain | Curgies     |         |
| Préseau  | Villers-Pol | Jenlain |

### Hydrographie

#### Réseau hydrographique
La commune est située dans le bassin Artois-Picardie. Elle est drainée par le ruisseau du Roleur et le Galet,,.

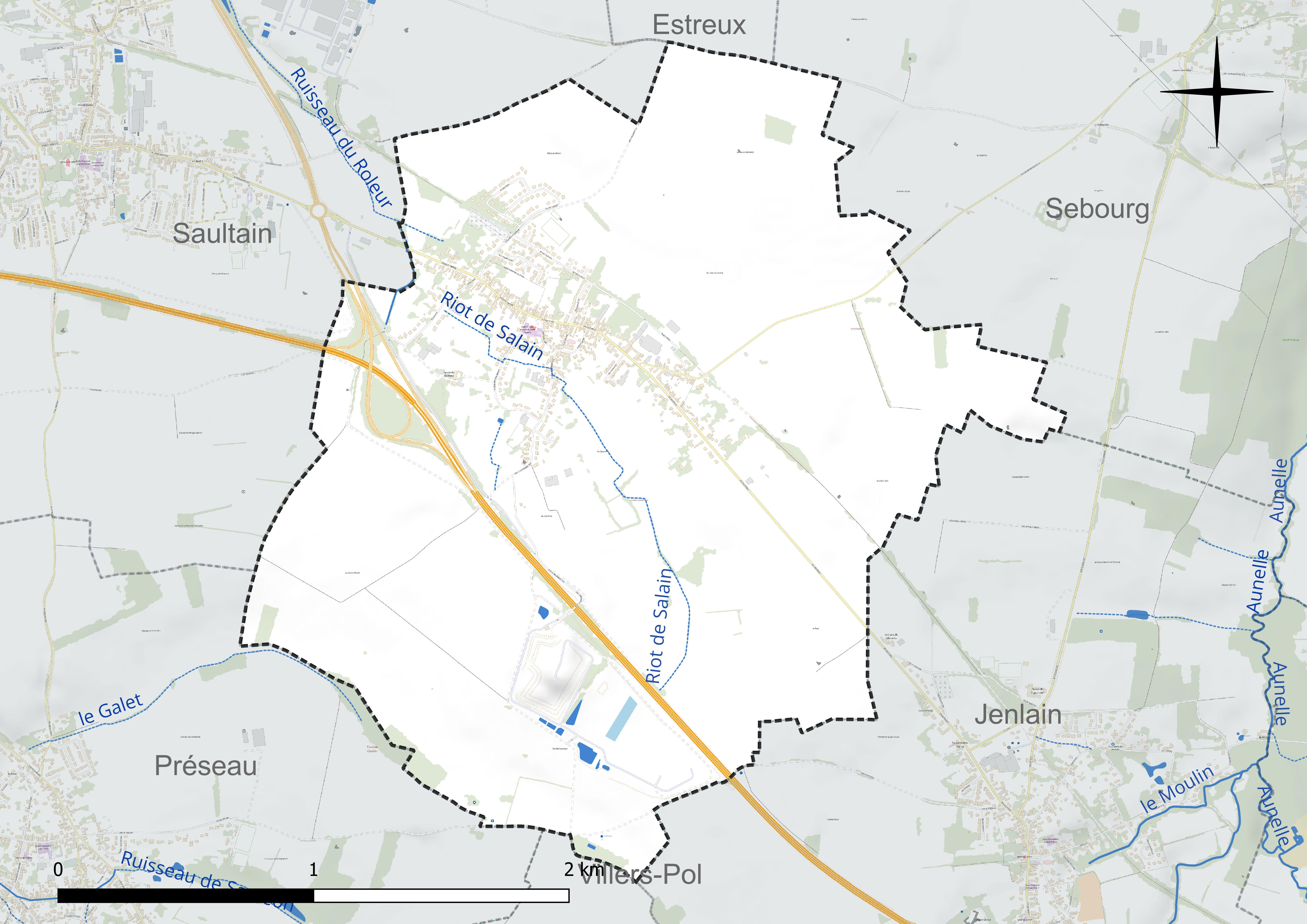
Réseau hydrographique de Curgies.

#### Gestion et qualité des eaux
Le territoire communal est couvert par le schéma d'aménagement et de gestion des eaux (SAGE) « Escaut ». Ce document de planification concerne un territoire de 2 005 km2 de superficie, délimité par le bassin versant de l'Escaut. Le périmètre a été arrêté le 9 juin 2006 et le SAGE proprement dit a été approuvé le 13 juillet 2021. La structure porteuse de l'élaboration et de la mise en œuvre est le syndicat mixte Escaut et Affluents (SyMEA). 
La qualité des cours d'eau peut être consultée sur un site dédié géré par les agences de l'eau et l'Agence française pour la biodiversité. 

### Climat
Pour des articles plus généraux, voir Climat des Hauts-de-France et Climat du Nord.
En 2010, le climat de la commune est de type climat océanique dégradé des plaines du Centre et du Nord, selon une étude du CNRS s'appuyant sur une série de données couvrant la période 1971-2000. En 2020, Météo-France publie une typologie des climats de la France métropolitaine dans laquelle la commune est exposée à un climat océanique altéré et est dans la région climatique  Nord-est du bassin Parisien, caractérisée par un ensoleillement médiocre, une pluviométrie moyenne régulièrement répartie au cours de l'année et un hiver froid (3 °C). 
Pour la période 1971-2000, la température annuelle moyenne est de 10,3 °C, avec une amplitude thermique annuelle de 14,7 °C. Le cumul annuel moyen de précipitations est de 786 mm, avec 12,1 jours de précipitations en janvier et 9,6 jours en juillet. Pour la période 1991-2020, la température moyenne annuelle observée sur la station météorologique la plus proche, située sur la commune de Valenciennes à 6 km à vol d'oiseau, est de 11,0 °C et le cumul annuel moyen de précipitations est de 694,1 mm,. Pour l'avenir, les paramètres climatiques de la commune estimés pour 2050 selon différents scénarios d'émission de gaz à effet de serre sont consultables sur un site dédié publié par Météo-France en novembre 2022.

## Urbanisme

### Typologie
Au 1er janvier 2024, Curgies est catégorisée ceinture urbaine, selon la nouvelle grille communale de densité à sept niveaux définie par l'Insee en 2022.
Elle est située hors unité urbaine. Par ailleurs la commune fait partie de l'aire d'attraction de Valenciennes (partie française), dont elle est une commune de la couronne,. Cette aire, qui regroupe 102 communes, est catégorisée dans les aires de 200 000 à moins de 700 000 habitants,.

### Occupation des sols
L'occupation des sols de la commune, telle qu'elle ressort de la base de données européenne d'occupation biophysique des sols Corine Land Cover (CLC), est marquée par l'importance des territoires agricoles (83,3 % en 2018), en diminution par rapport à 1990 (91 %). La répartition détaillée en 2018 est la suivante : 
terres arables (61,3 %), prairies (22,1 %), zones urbanisées (10,3 %), mines, décharges et chantiers (6,3 %). L'évolution de l'occupation des sols de la commune et de ses infrastructures peut être observée sur les différentes représentations cartographiques du territoire : la carte de Cassini (XVIIIe siècle), la carte d'état-major (1820-1866) et les cartes ou photos aériennes de l'IGN pour la période actuelle (1950 à aujourd'hui).

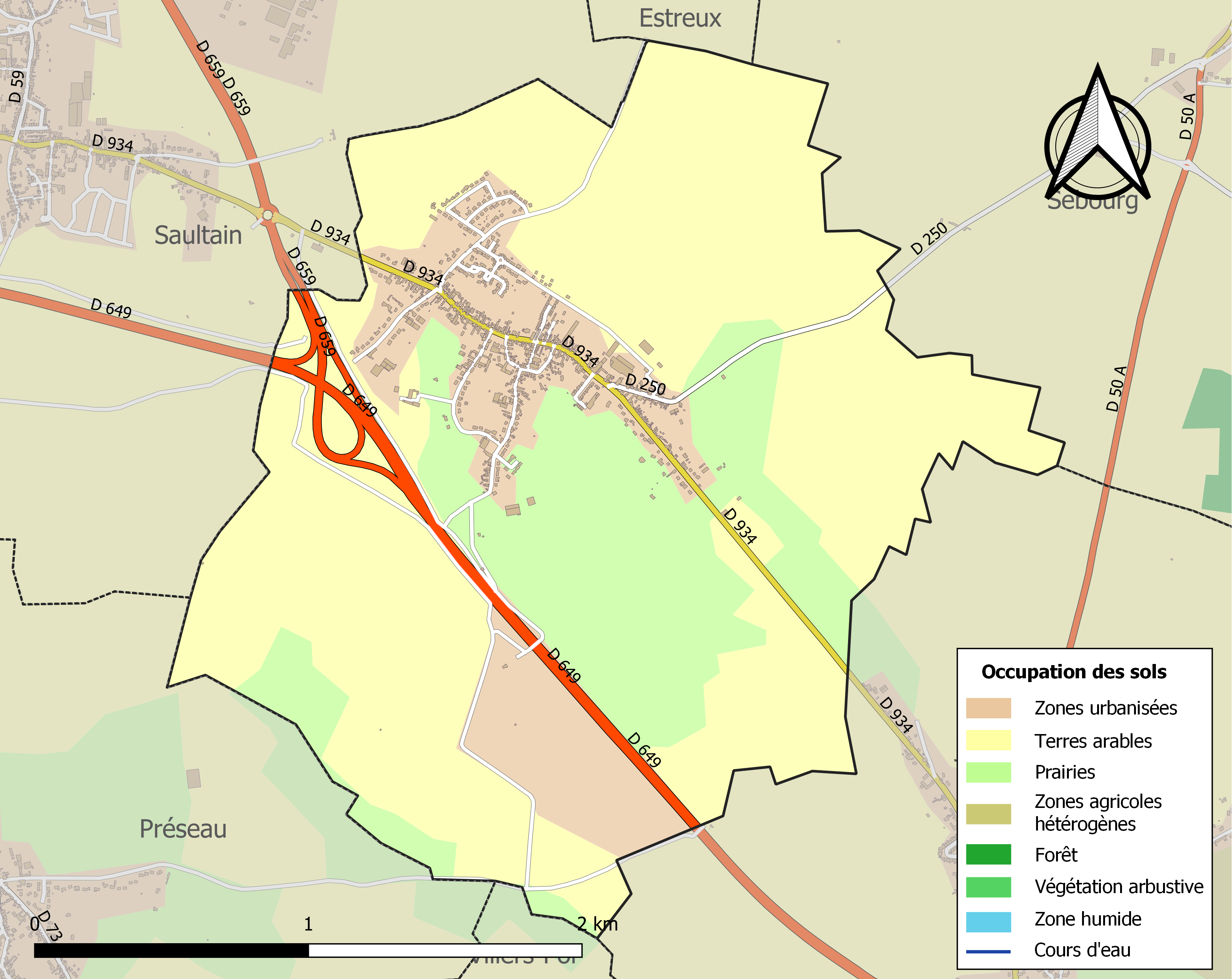
Carte des infrastructures et de l'occupation des sols de la commune en 2018 (CLC).

### Voies de communications et transports
La commune est desservie par les lignes 951 et 990 du réseau interurbain Arc-en-Ciel 4.

## Toponymie
Guirigeis (1117, cartulaire de l'abbaye de Cambrai), Quirigiæ (1152, cartulaire de l'abbaye de Vicoigne), Quiregis (1160, idem), Curegiis (1170, idem), Curugias (1174, idem), Curegies (1188, idem), Queregis (1206, titre de l'abbaye de Denain), Curgies (1349, pouillé du diocèse de Cambrai). 
D'après Maurits Gysseling, le nom de Curgies proviendrait d'un anthroponyme germanique, Kūriwald (> Kūriwaldiacas, appartenant à Kūriwald).

## Histoire
Les Romains laissent sur le site une trace de leur passage, comme l'atteste un vase découvert dans un champ en 1827 : il contenait un trésor de 450 pièces de monnaie romaines datant de 193 à 260.
Une première mention écrite du village apparaît dans un document datant de 1096. Son nom est alors orthorgraphié Curgis ou Curia. Durant le Moyen Âge, le village accueille un ordre religieux : les Prémontrés de l'abbaye Saint Jean de Vicoigne s'y installent en 1143. Ils défrichent du terrain et construisent une ferme. L'église paroissiale est confiée à Nicolas Etienne de l'ordre des Prémontrés de Vicoigne. Le nom du village devient à cette époque Curegiae puis Quiregies.
En 1181, le village change de mains et rejoint les possessions des comtes de Hainaut. Durant la campagne du Hainaut de Jean, duc de Normandie, en 1340, le village est pillé puis incendié. Peu après, la communauté religieuse acquiert un moulin situé dans un lieu-dit voisin.
L'Abbaye des Dames de Beaumont y a déclaré des terres en 1602.
Avant la Révolution française, Curgies est le siège d'une seigneurie. Au XVIIIe siècle, elle est détenue par Maximilien Albert Joseph de Sars, écuyer, seigneur d'Haveluy et de Curgies. Fils de Denis Joseph, écuyer, et de Catherine Jeanne Joseph Alliot, il nait à Valenciennes le 11 mai 1701 et y décède le 17 septembre 1772. Il est enterré à Curgies. Il épouse à Valenciennes en février 1724 Marie Catherine Ignace de Fourmestraux de Saint-Denis. Elle est la fille de Pierre Alexis , bourgeois de Lille, qui a acheté la charge de prévôt du comte de Valenciennes, et se qualifie de conseiller du roi. Il a adopté le nom de Fourmestraux de Saint-Denis, du nom d'une propriété de sa femme située près de Courtrai, pour se distinguer de ses cousins de Fourmestraux, nombreux à Lille. Fille de Gabrielle Wery, Marie Catherine Ignace nait en 1682 et meurt à Valenciennes le 31 juillet 1764, l'âge de 82 ans.
Le Fort Rochambeau est construit de 1878 à 1881. En 1892, débute la construction d'une voie ferrée reliant Valenciennes à Maubeuge, passant par la commune.

## Héraldique
|  | Les armes de Curgies se blasonnent ainsi :"D'argent à une truie de sable passant sur une terrasse de sinople." |

## Politique et administration
Maire en 1802-1803 : P. J. Hayez.

Maire en 1807-1808 : Vallez'.
| Période                                  | Période   | Identité          | Étiquette | Qualité |
| ---------------------------------------- | --------- | ----------------- | --------- | ------- |
| 1935                                     | 1953      | Lucien Dime       |           |         |
| 1953                                     | 1959      | Fernand Deschamps |           |         |
| 1959                                     | mars 1971 | Lucien Copin      |           |         |
| mars 1971                                | mars 1977 | Daniel Cornette   |           |         |
| mars 1977                                | mars 1983 | Clément Morel     |           |         |
| mars 1983                                | mars 2020 | Jean Richard      | UMP-LR    |         |
| mars 2020                                | En cours  | Didier Vanesse    |           |         |
| Les données manquantes sont à compléter. |           |                   |           |         |

### Instances judiciaires et administratives
La commune relève du tribunal d'instance de Valenciennes, du tribunal de grande instance de Valenciennes, de la cour d'appel de Douai, du tribunal pour enfants de Valenciennes, du conseil de prud'hommes de Valenciennes, du tribunal de commerce de Valenciennes, du tribunal administratif de Lille et de la cour administrative d'appel de Douai.

## Population et société

### Démographie

#### Évolution démographique
L'évolution du nombre d'habitants est connue à travers les recensements de la population effectués dans la commune depuis 1800. Pour les communes de moins de 10 000 habitants, une enquête de recensement portant sur toute la population est réalisée tous les cinq ans, les populations de référence des années intermédiaires étant quant à elles estimées par interpolation ou extrapolation. Pour la commune, le premier recensement exhaustif entrant dans le cadre du nouveau dispositif a été réalisé en 2004.

En 2022, la commune comptait 1 351 habitants, en évolution de +16,57 % par rapport à 2016 (Nord : +0,51 %, France hors Mayotte : +2,11 %).
| 1800 | 1806 | 1821 | 1831 | 1836 | 1841 | 1846 | 1851  | 1856  |
| ---- | ---- | ---- | ---- | ---- | ---- | ---- | ----- | ----- |
| 475  | 679  | 758  | 853  | 882  | 916  | 981  | 1 048 | 1 086 |

| 1861  | 1866  | 1872  | 1876  | 1881  | 1886  | 1891  | 1896  | 1901  |
| ----- | ----- | ----- | ----- | ----- | ----- | ----- | ----- | ----- |
| 1 171 | 1 158 | 1 164 | 1 181 | 1 141 | 1 209 | 1 113 | 1 159 | 1 123 |

| 1906  | 1911  | 1921 | 1926  | 1931  | 1936  | 1946  | 1954  | 1962  |
| ----- | ----- | ---- | ----- | ----- | ----- | ----- | ----- | ----- |
| 1 105 | 1 092 | 988  | 1 013 | 1 030 | 1 049 | 1 005 | 1 022 | 1 015 |

| 1968 | 1975 | 1982  | 1990  | 1999  | 2004  | 2006  | 2009  | 2014  |
| ---- | ---- | ----- | ----- | ----- | ----- | ----- | ----- | ----- |
| 961  | 945  | 1 012 | 1 163 | 1 192 | 1 184 | 1 161 | 1 111 | 1 152 |

| 2019  | 2022  | - | - | - | - | - | - | - |
| ----- | ----- | - | - | - | - | - | - | - |
| 1 337 | 1 351 | - | - | - | - | - | - | - |

#### Pyramide des âges
La population de la commune est relativement jeune.
En 2018, le taux de personnes d'un âge inférieur à 30 ans s'élève à 34,1 %, soit en dessous de la moyenne départementale (39,5 %). À l'inverse, le taux de personnes d'âge supérieur à 60 ans est de 25,1 % la même année, alors qu'il est de 22,5 % au niveau départemental.
En 2018, la commune comptait 631 hommes pour 647 femmes, soit un taux de 50,63 % de femmes, légèrement inférieur au taux départemental (51,77 %).
Les pyramides des âges de la commune et du département s'établissent comme suit.
| Hommes | Classe d’âge | Femmes |
| ------ | ------------ | ------ |
| 0,2    | 90 ou +      | 0,6    |
| 3,8    | 75-89 ans    | 5,6    |
| 20,2   | 60-74 ans    | 19,9   |
| 18,6   | 45-59 ans    | 20,7   |
| 20,3   | 30-44 ans    | 21,9   |
| 16,1   | 15-29 ans    | 11,4   |
| 20,9   | 0-14 ans     | 19,9   |

| Hommes | Classe d’âge | Femmes |
| ------ | ------------ | ------ |
| 0,5    | 90 ou +      | 1,4    |
| 5,3    | 75-89 ans    | 8,1    |
| 14,8   | 60-74 ans    | 16,2   |
| 19,1   | 45-59 ans    | 18,4   |
| 19,5   | 30-44 ans    | 18,7   |
| 20,7   | 15-29 ans    | 19,1   |
| 20,2   | 0-14 ans     | 18     |

## Lieux et monuments
L'église Notre-Dame-de-l'Immaculée-Conception
Construite à partir de 1616, elle a été modifiée en 1751 puis restaurée au XIXe siècle. En 1948, une chapelle lui est ajoutée, dédiée au pèlerinage de Sainte Rita.
Le Château
Cette construction toute de brique date du XVIIIe et du XIXe siècle, mais il n'en subsiste que les fossés et les murs. Des bâtiments plus récents (XIXe et XXe siècles) servent actuellement de fermes.
Le Calvaire

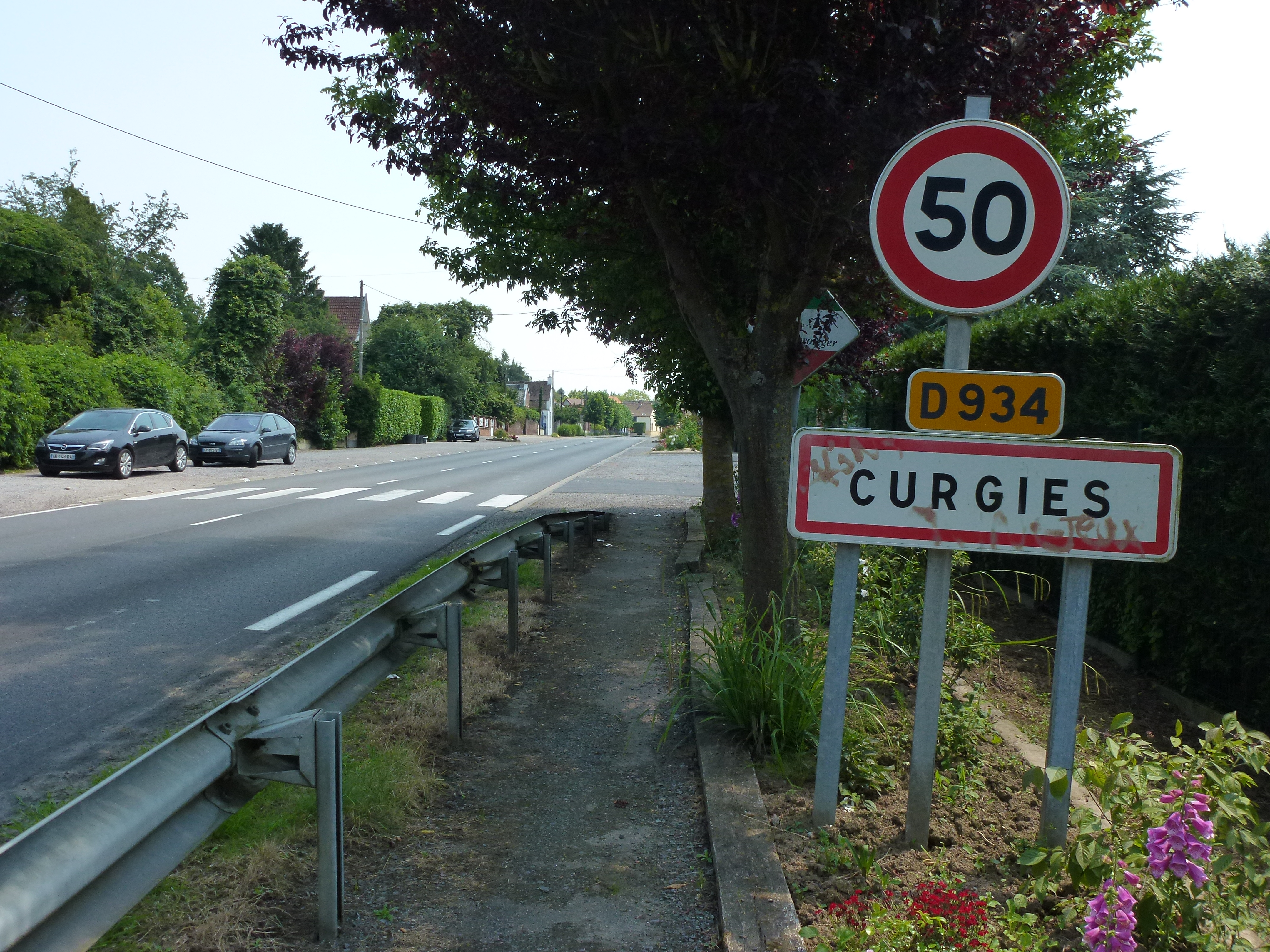
Entrée de Curgies
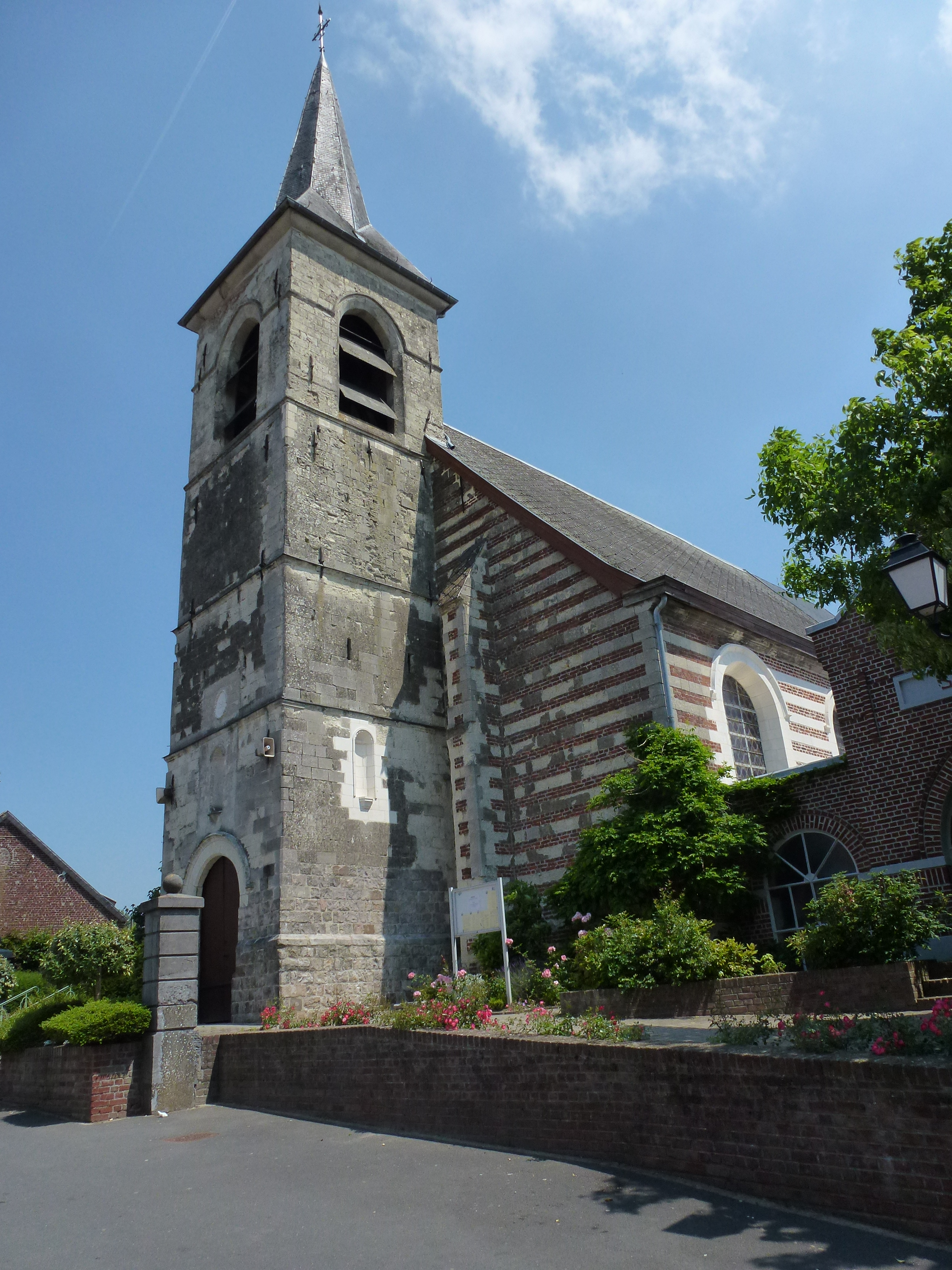
L'église de l'Immaculée Conception
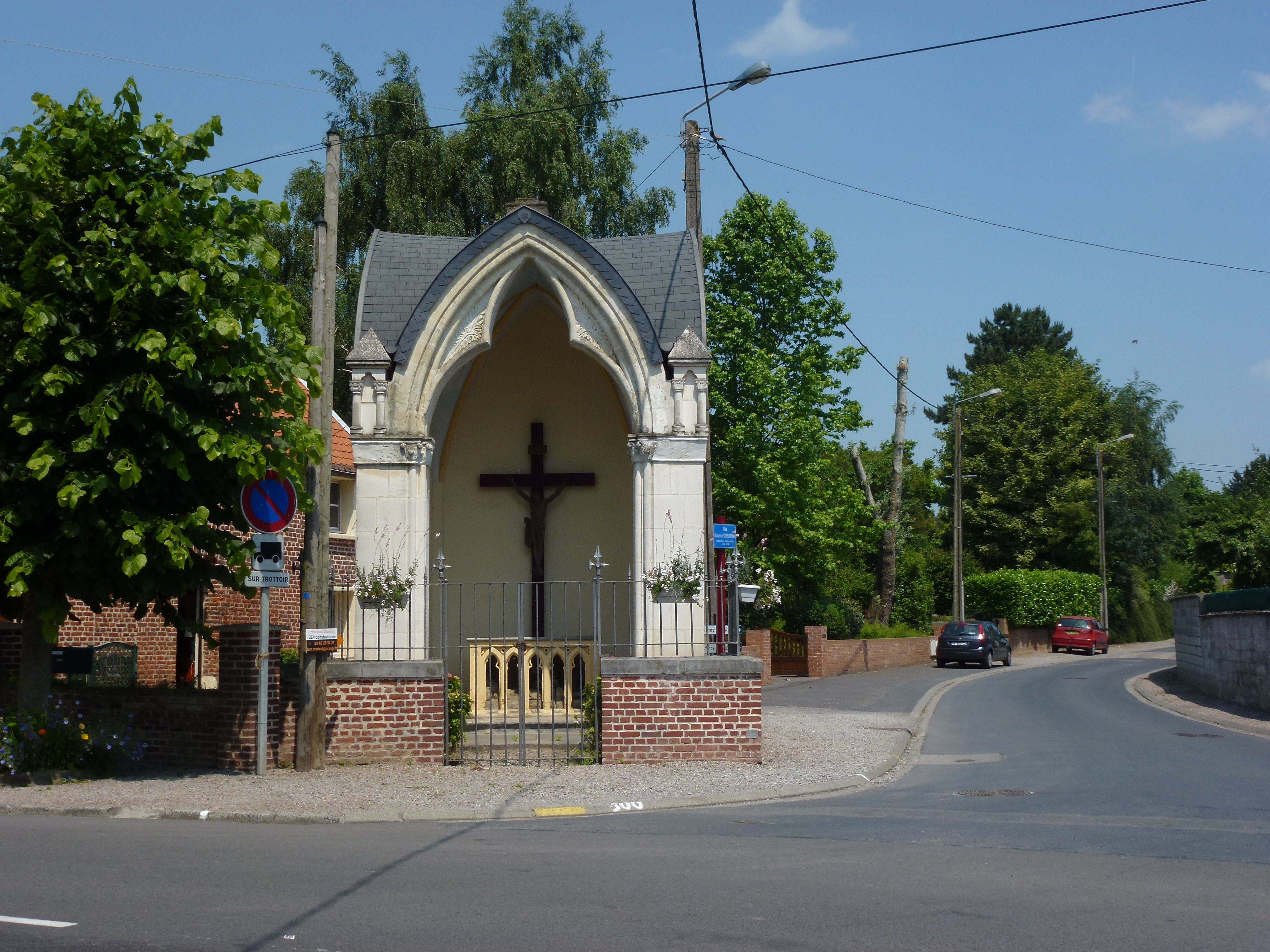
Le calvaire
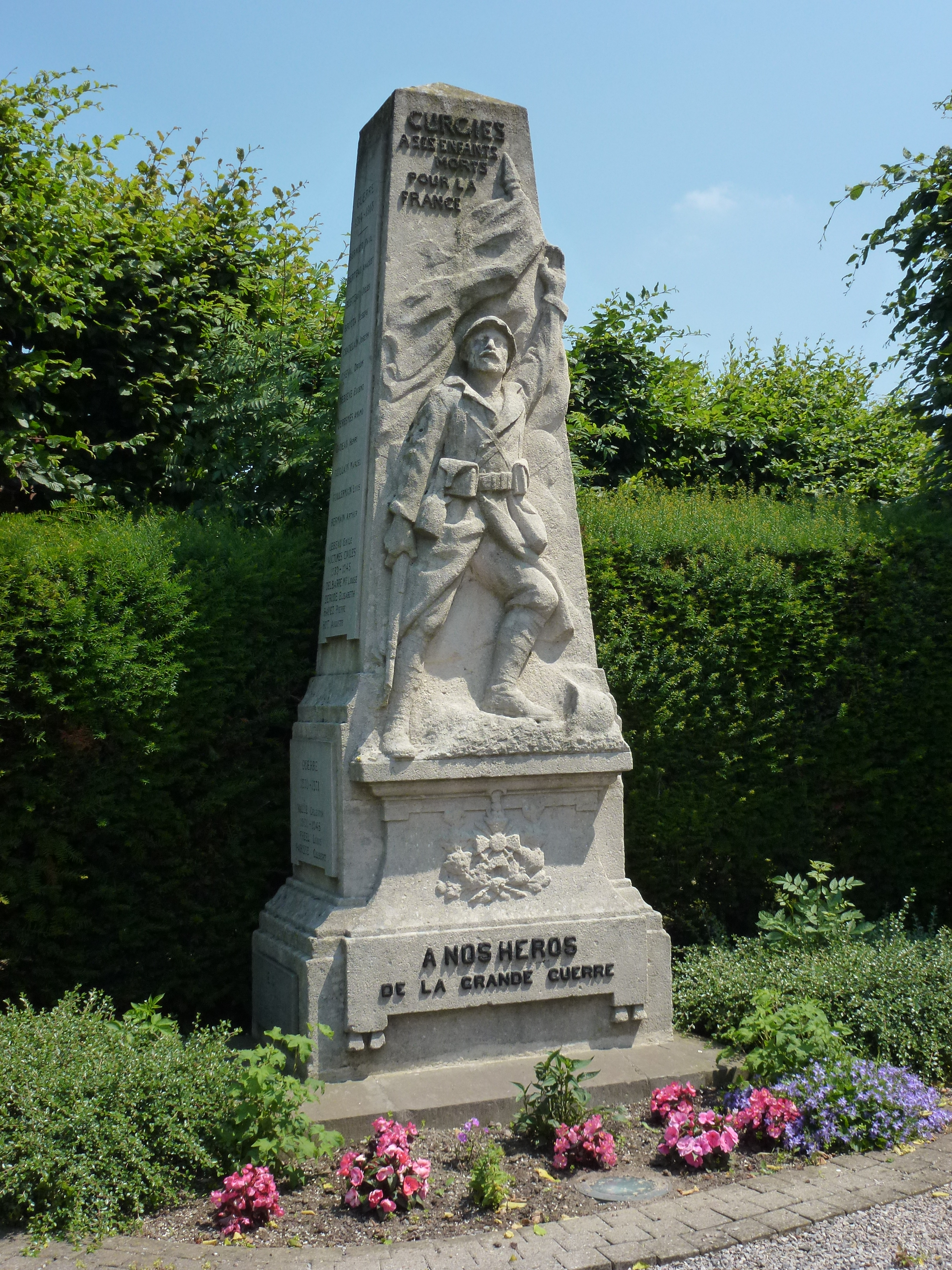
Le monument aux morts

## Personnalités liées à la commune
Martine Duvivier, née à Curgies en 1953, athlète internationale, championne de France du 800 mètres.

## Pour approfondir